# Pilip Pavukou
Pilip Pavukou –en bielorruso, Піліп Павукоў– (19 de octubre de 1994) es un deportista bielorruso que compite en remo. Ganó una medalla de bronce en el Campeonato Europeo de Remo de 2019, en la prueba de scull individual.

## Palmarés internacional
| Campeonato Europeo | Campeonato Europeo | Campeonato Europeo | Campeonato Europeo |
| Año                | Lugar              | Medalla            | Prueba             |
| ------------------ | ------------------ | ------------------ | ------------------ |
| 2019               | Lucerna (Suiza)    | Medalla de bronce  | Scull individual   |